# Salomé de Gélieu

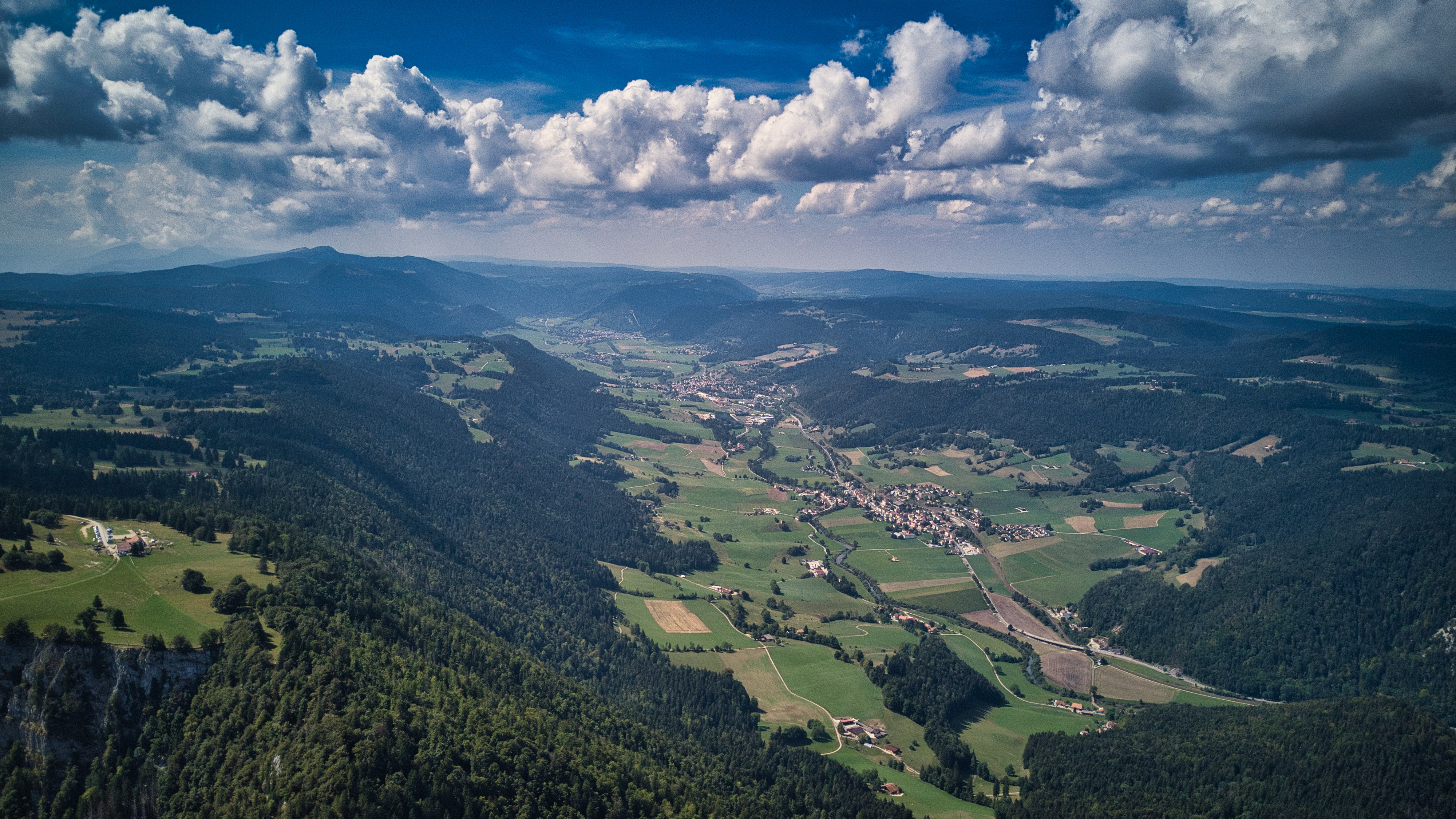

Salomé de Gélieu, dite Mademoiselle de Gélieu, née le 17 avril 1742 aux Bayards et morte le 29 mars 1820 à Colombier, est une pédagogue suisse qui fut l'éducatrice de l'aristocratie européenne protestante, en particulier de la future reine Louise de Prusse.

## Biographie
Salomé de Gélieu, fille de pasteur, grandit aux Verrières. Elle ouvrit avec l'aide de ses sœurs Rose et Marie-Élisabeth en 1765 un pensionnat huppé, deux ans après la mort de leurs père, à Neuchâtel qui appartenait alors à la Prusse. Elle fut lectrice et gouvernante en Angleterre de 1768 à 1777, auprès de familles de la grande aristocratie, et éleva les filles du IVe duc de Malborough. Elle retourna ensuite à Neuchâtel, où sa sœur Esther s'occupait du pensionnat, et fut appelée en janvier 1785 à la Cour de Darmstadt pour assurer l'éducation des filles du duc de Mecklembourg-Strelitz, Charles, gouverneur du Hanovre (alors possession du roi d'Angleterre). Celles-ci étaient au nombre de trois (l'aînée étant mariée), Thérèse, Frédérique et Louise, future reine de Prusse. Elle participa aussi à l'éducation de leur frère Georges (futur grand-duc de Mecklembourg-Strelitz) et de leur demi-frère Charles (futur général prussien, écrivain et président du Conseil d'État de Prusse). La grand-mère des jeunes princes, la princesse de Hesse-Darmstadt (surnommée la princesse George), née Leiningen-Falckenburg-Lauenburg, conserva auprès d'elle au château (Alten Palais), mademoiselle de Gélieu, jusqu'en 1793. 
Leur éducation, comme à toute aristocrate allemande, se faisait en français, mais aussi avec l'apprentissage de la littérature allemande, de la musique (harpe, clavecin), du dessin et bien sûr de la religion. Ses méthodes étaient considérées comme modernes et plus libérales qu'ailleurs, donnant la primauté à la confiance et à un certain esprit pratique. Les jeunes princesses firent avant la révolution française un voyage dans les Provinces-Unies et à Strasbourg, séjour au cours duquel mademoiselle de Gélieu leur fit visiter la cathédrale. Elles assistèrent au couronnement de l'empereur Léopold II à Francfort-sur-le-Main qui fut l'avant-dernier à monter sur le trône du Saint Empire romain germanique en 1790. À cette occasion, Louise fut remarquée par la société européenne pour sa beauté et fut reçue aussi par la mère de Goethe.
Chassées par les troupes révolutionnaires françaises en 1792, les jeunes princesses se réfugièrent avec leur grand-mère et mademoiselle de Gélieu jusqu'en mars 1793 à Hildburghausen, chez la princesse leur sœur aînée Charlotte, rejointes par leurs frères. Elle retourna ensuite vivre à Neuchâtel, puis l'année de sa mort en 1820 chez son frère, le pasteur Jonas de Gélieu à Colombier. Elle demeura toujours en correspondance avec ses anciennes élèves.